# Grand Prix automobile de Singapour 2008
GP précédent GP suivant
Le Grand Prix automobile de Singapour 2008 (2008 Formula 1 SingTel Singapore Grand Prix), disputé sur le circuit urbain de Singapour le 28 septembre 2008, est la 800e épreuve du championnat du monde de Formule 1 courue depuis 1950, l'édition inaugurale du Grand Prix de Singapour, et la quinzième manche du championnat 2008. 
Première manche du championnat du monde organisée sur le tracé urbain singapourien, l'épreuve revêt également un caractère historique en étant la toute première course de Formule 1 disputée en nocturne. Cette course est marquée par la sortie de piste volontaire de Nelson Piquet Jr au treizième tour de course, alors que son coéquipier chez Renault Fernando Alonso l'emporte. Cela donnera lieu au scandale dit du « Crashgate ». Il sera prouvé que le directeur de l'écurie Flavio Briatore et l'ingénieur Pat Symonds avaient planifié cet accident pour favoriser la victoire du pilote espagnol (provoquant la sortie de la voiture de sécurité juste après son arrêt au stand). Briatore sera radié à vie du monde de la Formule 1 et Symonds suspendu pour cinq ans.

## Essais libres

### Vendredi soir 19 h 30

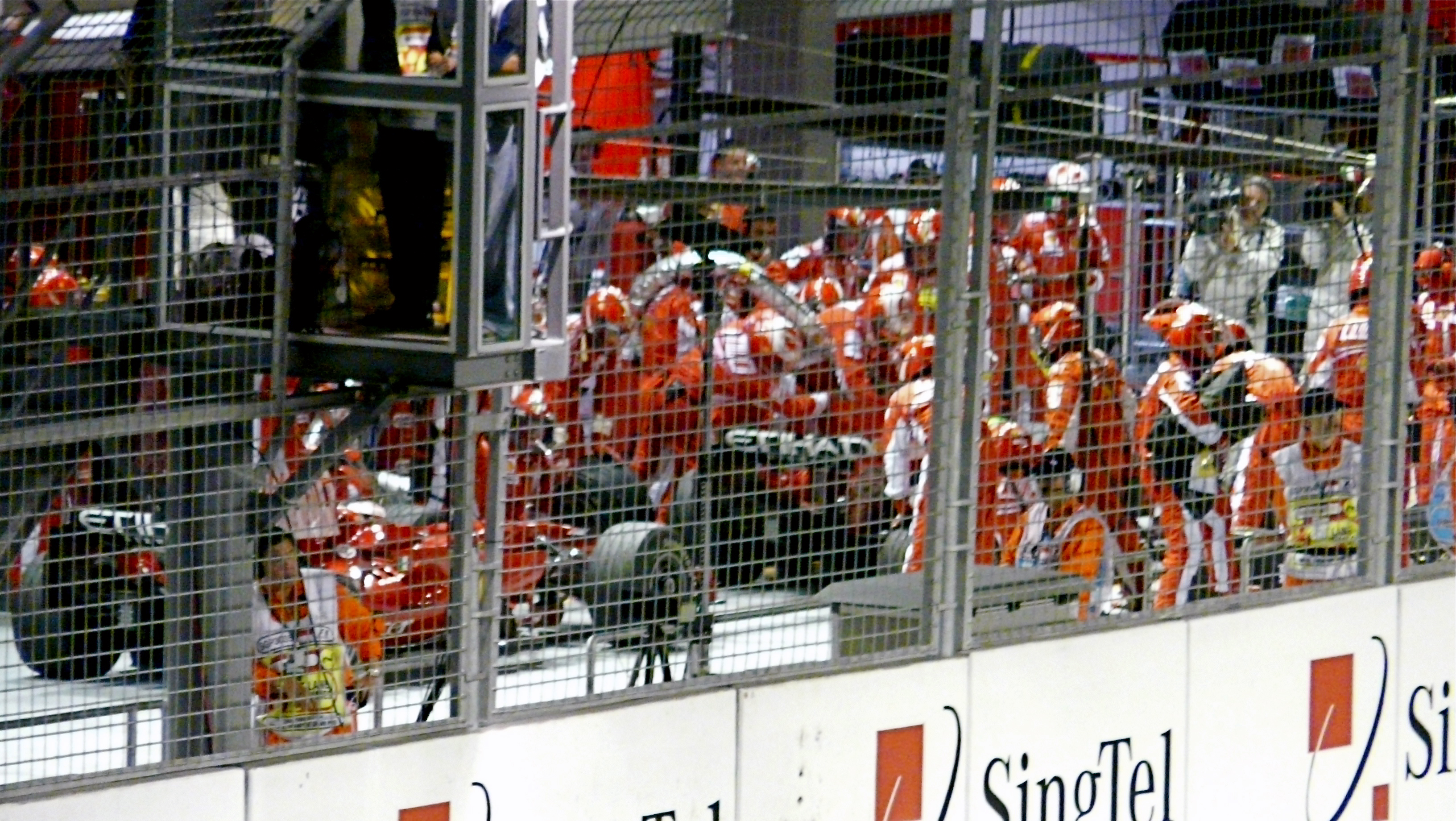
L'incident de ravitaillement de Felipe Massa.

| Pos | Pilote            | Écurie           | Chrono         | Écart   |
| --- | ----------------- | ---------------- | -------------- | ------- |
| 1   | Lewis Hamilton    | McLaren-Mercedes | 1 min 45 s 518 |         |
| 2   | Felipe Massa      | Ferrari          | 1 min 45 s 598 | 0 s 080 |
| 3   | Kimi Räikkönen    | Ferrari          | 1 min 45 s 961 | 0 s 443 |
| 4   | Heikki Kovalainen | McLaren-Mercedes | 1 min 46 s 463 | 0 s 945 |
| 5   | Robert Kubica     | BMW Sauber       | 1 min 46 s 618 | 1 s 100 |
| 6   | Nico Rosberg      | Williams-Toyota  | 1 min 46 s 710 | 1 s 192 |

### Vendredi soir 21 h 30

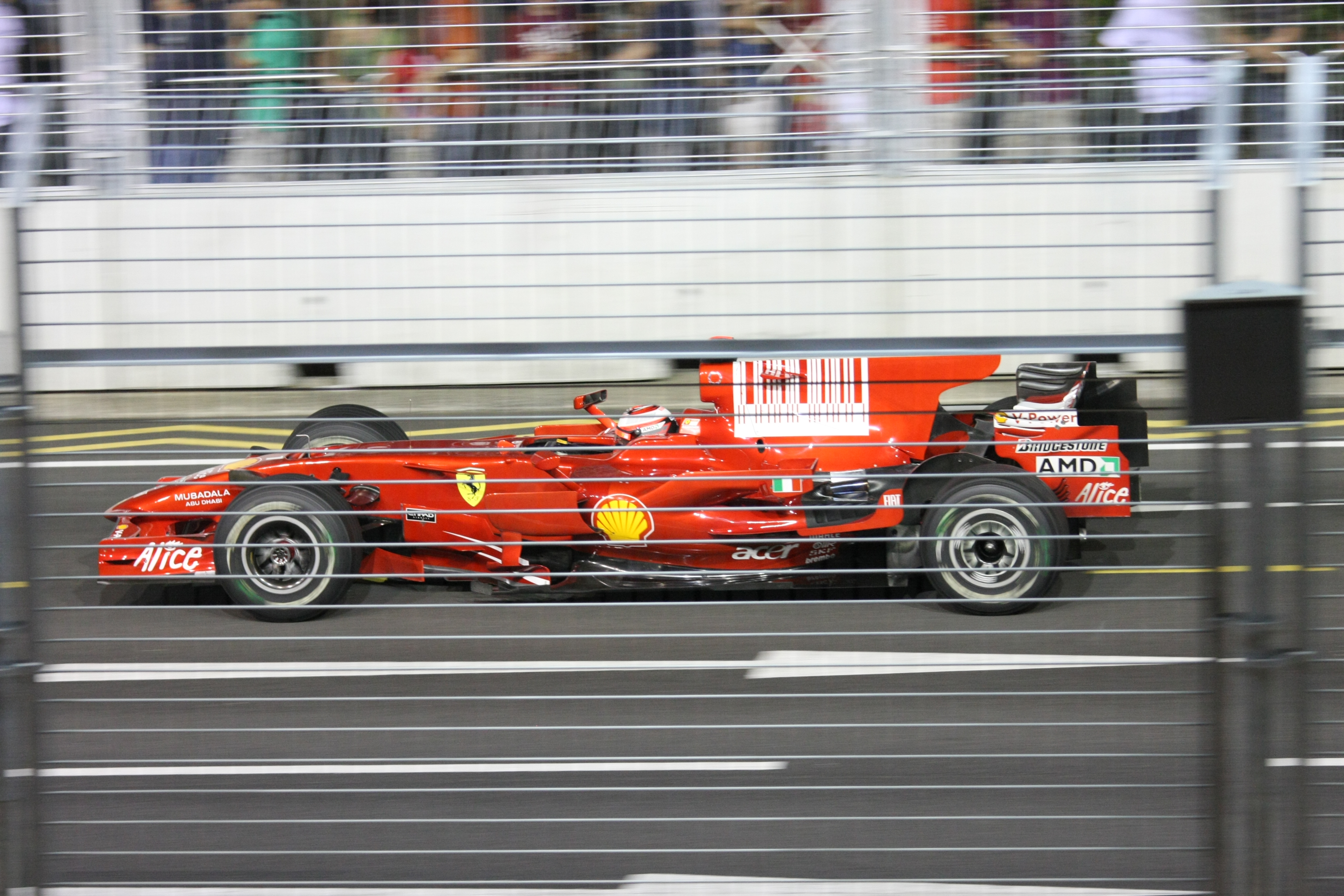
Pour la quatrième fois consécutive, Kimi Raïkkonen n'inscrit aucun point.

| Pos | Pilote            | Écurie           | Chrono         | Écart   |
| --- | ----------------- | ---------------- | -------------- | ------- |
| 1   | Fernando Alonso   | Renault          | 1 min 45 s 654 |         |
| 2   | Lewis Hamilton    | McLaren-Mercedes | 1 min 45 s 752 | 0 s 098 |
| 3   | Felipe Massa      | Ferrari          | 1 min 45 s 793 | 0 s 139 |
| 4   | Heikki Kovalainen | McLaren-Mercedes | 1 min 45 s 797 | 0 s 143 |
| 5   | Nico Rosberg      | Williams-Toyota  | 1 min 46 s 164 | 0 s 510 |
| 6   | Robert Kubica     | BMW Sauber       | 1 min 46 s 384 | 0 s 730 |

### Samedi soir 19 h 00
| Pos | Pilote          | Écurie           | Chrono         | Écart   |
| --- | --------------- | ---------------- | -------------- | ------- |
| 1   | Fernando Alonso | Renault          | 1 min 44 s 506 |         |
| 2   | Lewis Hamilton  | McLaren-Mercedes | 1 min 45 s 119 | 0 s 613 |
| 3   | Felipe Massa    | Ferrari          | 1 min 45 s 246 | 0 s 740 |
| 4   | Nelsinho Piquet | Renault          | 1 min 45 s 249 | 0 s 743 |
| 5   | Nico Rosberg    | Williams-Toyota  | 1 min 45 s 386 | 0 s 880 |
| 6   | Jenson Button   | Honda            | 1 min 45 s 409 | 0 s 903 |

## Grille de départ
| Pos | Pilote               | Écurie              | Qualifications 1 | Qualifications 2 | Qualifications 3 |
| --- | -------------------- | ------------------- | ---------------- | ---------------- | ---------------- |
| 1   | Felipe Massa         | Ferrari             | 1 min 44 s 519   | 1 min 44 s 014   | 1 min 44 s 801   |
| 2   | Lewis Hamilton       | McLaren-Mercedes    | 1 min 44 s 501   | 1 min 44 s 932   | 1 min 45 s 465   |
| 3   | Kimi Räikkönen       | Ferrari             | 1 min 44 s 282   | 1 min 44 s 232   | 1 min 45 s 617   |
| 4   | Robert Kubica        | BMW Sauber          | 1 min 44 s 740   | 1 min 44 s 519   | 1 min 45 s 779   |
| 5   | Heikki Kovalainen    | McLaren-Mercedes    | 1 min 44 s 311   | 1 min 44 s 207   | 1 min 45 s 873   |
| 6   | Sebastian Vettel     | Toro Rosso-Ferrari  | 1 min 45 s 042   | 1 min 44 s 261   | 1 min 46 s 244   |
| 7   | Timo Glock           | Toyota              | 1 min 45 s 184   | 1 min 44 s 441   | 1 min 46 s 328   |
| 8   | Nico Rosberg         | Williams-Toyota     | 1 min 45 s 103   | 1 min 44 s 429   | 1 min 46 s 611   |
| 9   | Nick Heidfeld        | BMW Sauber          | 1 min 45 s 548   | 1 min 44 s 520   | 1 min 45 s 964   |
| 10  | Kazuki Nakajima      | Williams-Toyota     | 1 min 45 s 127   | 1 min 44 s 826   | 1 min 47 s 547   |
| 11  | Jarno Trulli         | Toyota              | 1 min 45 s 642   | 1 min 45 s 011   |                  |
| 12  | Jenson Button        | Honda               | 1 min 45 s 660   | 1 min 45 s 180   |                  |
| 13  | Mark Webber          | Red Bull-Renault    | 1 min 45 s 493   | 1 min 45 s 283   |                  |
| 14  | David Coulthard      | Red Bull-Renault    | 1 min 46 s 028   | 1 min 45 s 320   |                  |
| 15  | Fernando Alonso      | Renault             | 1 min 44 s 971   | Pas de temps     |                  |
| 16  | Nelsinho Piquet      | Renault             | 1 min 46 s 037   |                  |                  |
| 17  | Sébastien Bourdais   | Toro Rosso-Ferrari  | 1 min 46 s 389   |                  |                  |
| 18  | Rubens Barrichello   | Honda               | 1 min 46 s 583   |                  |                  |
| 19  | Adrian Sutil         | Force India-Ferrari | 1 min 47 s 940   |                  |                  |
| 20  | Giancarlo Fisichella | Force India-Ferrari | Pas de temps     |                  |                  |

- Initialement qualifié en 6e position, Nick Heidfeld a été pénalisé de 3 places sur la grille pour avoir gêné Rubens Barrichello lors de la Q1[2].

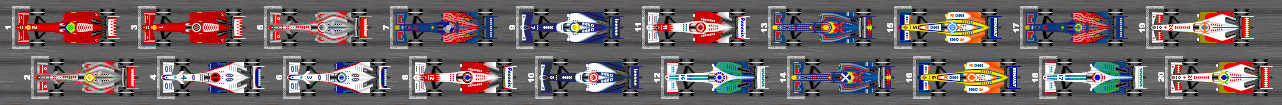
La grille de départ du Grand Prix

## Course

### Déroulement de l'épreuve
Profitant de sa pole position, Felipe Massa s'échappe peu à peu, poursuivi par Lewis Hamilton qui perd progressivement son avance sur Kimi Räikkönen. 
Le tournant de la course a lieu au 13e tour lorsque Nelsinho Piquet part à la faute et crashe sa monoplace contre un muret. La voiture de sécurité est envoyée en piste pour une longue neutralisation de l'épreuve juste après que Fernando Alonso est entré aux stands pour ravitailler.
Le ravitaillement de Massa tourne à la catastrophe lorsque celui-ci, à la suite d'une erreur de son équipe, arrache le tuyau d'alimentation en essence : il reprend la piste en dernière position. À ce moment de la course, Nico Rosberg est en tête devant Jarno Trulli et Giancarlo Fisichella mais les deux Italiens n'ont pas encore ravitaillé tandis que l'Allemand écope d'un drive-through pour avoir ravitaillé alors que la pit-lane était fermée (il en sera de même pour Robert Kubica). Si Rosberg réussit à sauver une troisième place, le Polonais sombre dans le classement tandis qu'Alonso, qui, lui, a ravitaillé au bon moment, prend la tête de la course et signe le premier succès de Renault F1 Team depuis deux ans. 
Rosberg réussit à préserver sa deuxième place devant Hamilton. En fin de course, Adrian Sutil heurte le muret, ce qui provoque une nouvelle sortie du safety-car et Räikkönen part également à la faute en tentant de dépasser Timo Glock pour le gain de la quatrième place. Sebastian Vettel, Nick Heidfeld, David Coulthard et Kazuki Nakajima se partagent les derniers points tandis que les pilotes Ferrari réalisent la mauvaise opération du jour en se classant tous deux hors des points.

### Classement de la course

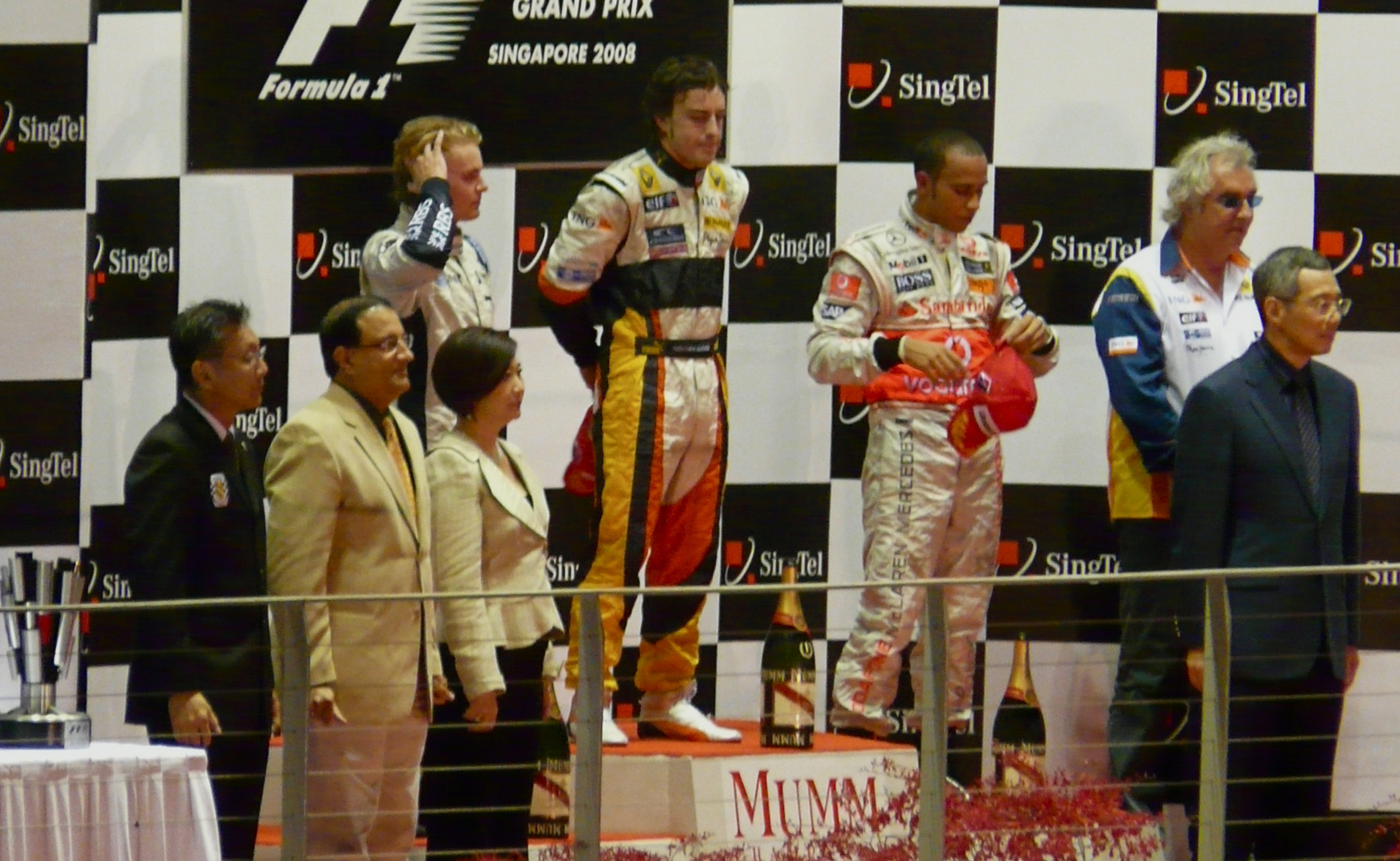
Le podium du Grand Prix.

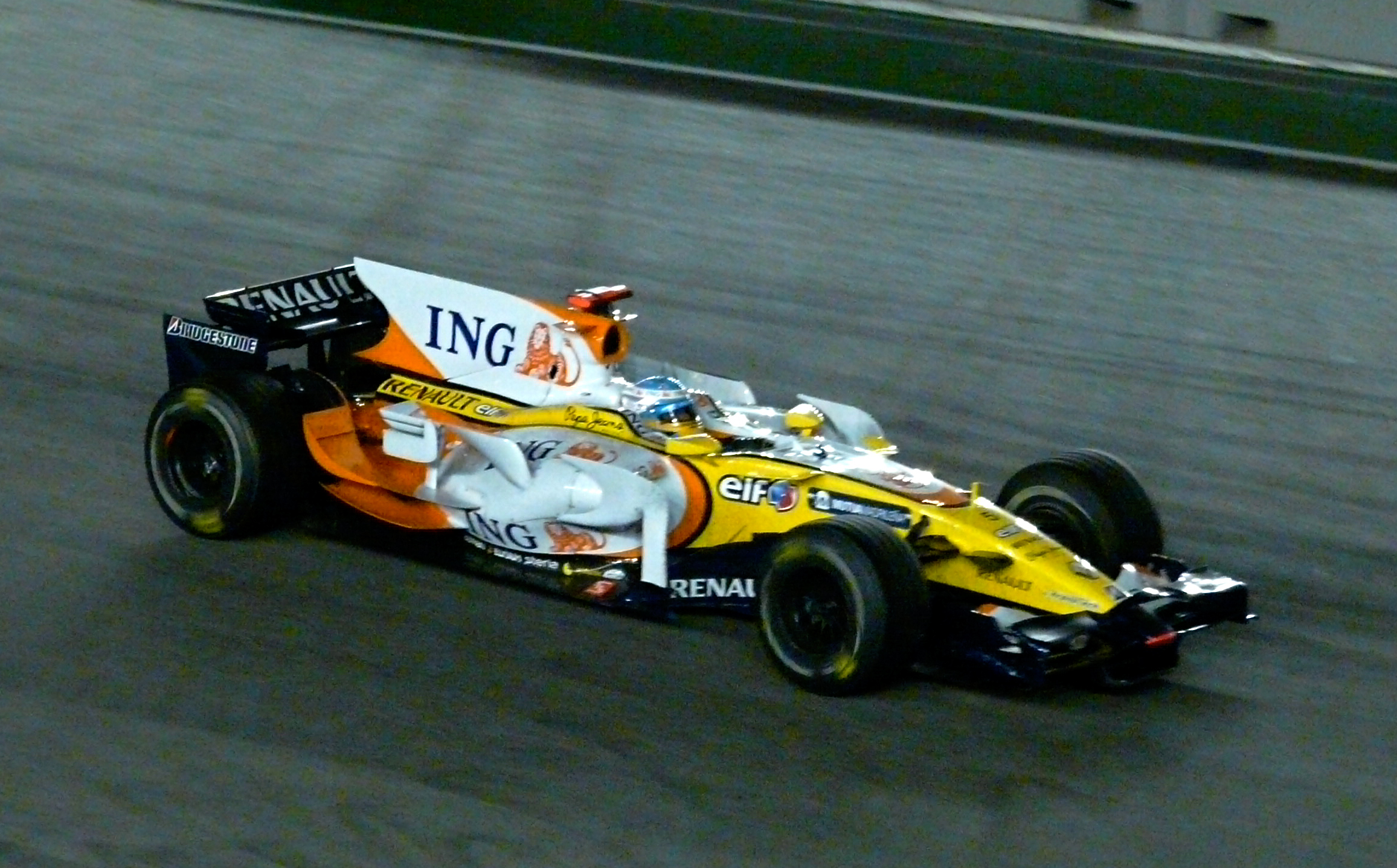
Fernando Alonso et Renault (qui n'avait plus gagné depuis le GP du Japon 2006) signent une victoire qui fera scandale un an plus tard

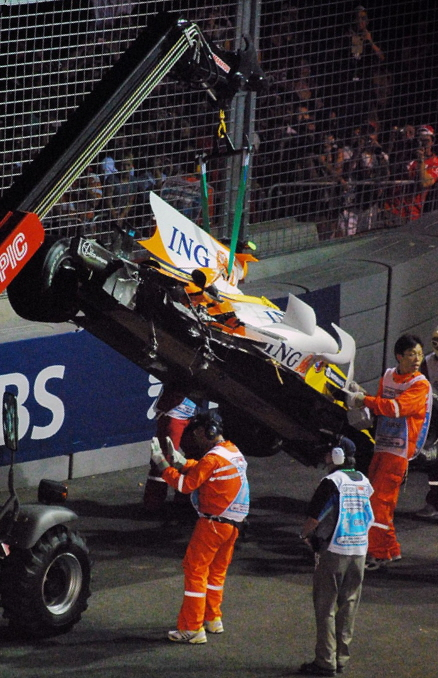
La monoplace de Nelsinho Piquet, volontairement crashée par son pilote, sur ordre de son écurie, afin de favoriser le résultat de son coéquipier Alonso

| Pos  | No | Pilote               | Écurie              | Tours | Temps/Abandon                      | Grille | Points |
| ---- | -- | -------------------- | ------------------- | ----- | ---------------------------------- | ------ | ------ |
| 1    | 5  | Fernando Alonso      | Renault             | 61    | 1 h 57 min 16 s 304 (158,139 km/h) | 15     | 10     |
| 2    | 7  | Nico Rosberg         | Williams-Toyota     | 61    | + 2 s 957                          | 8      | 8      |
| 3    | 22 | Lewis Hamilton       | McLaren-Mercedes    | 61    | + 5 s 917                          | 2      | 6      |
| 4    | 12 | Timo Glock           | Toyota              | 61    | + 8 s 155                          | 7      | 5      |
| 5    | 15 | Sebastian Vettel     | Toro Rosso-Ferrari  | 61    | + 10 s 268                         | 6      | 4      |
| 6    | 3  | Nick Heidfeld        | BMW Sauber          | 61    | + 11 s 101                         | 9      | 3      |
| 7    | 9  | David Coulthard      | Red Bull-Renault    | 61    | + 16 s 387                         | 14     | 2      |
| 8    | 8  | Kazuki Nakajima      | Williams-Toyota     | 61    | + 18 s 489                         | 10     | 1      |
| 9    | 16 | Jenson Button        | Honda               | 61    | + 19 s 885                         | 12     |        |
| 10   | 23 | Heikki Kovalainen    | McLaren-Mercedes    | 61    | + 26 s 902                         | 5      |        |
| 11   | 4  | Robert Kubica        | BMW Sauber          | 61    | + 27 s 975                         | 4      |        |
| 12   | 14 | Sébastien Bourdais   | Toro Rosso-Ferrari  | 61    | + 29 s 432                         | 17     |        |
| 13   | 2  | Felipe Massa         | Ferrari             | 61    | + 35 s 170                         | 1      |        |
| 14   | 21 | Giancarlo Fisichella | Force India-Ferrari | 61    | + 43 s 571                         | 20     |        |
| 15   | 1  | Kimi Räikkönen       | Ferrari             | 57    | Accident                           | 3      |        |
| Abd. | 11 | Jarno Trulli         | Toyota              | 50    | Hydraulique                        | 11     |        |
| Abd. | 20 | Adrian Sutil         | Force India-Ferrari | 49    | Accident                           | 19     |        |
| Abd. | 10 | Mark Webber          | Red Bull-Renault    | 29    | Boîte de vitesses                  | 13     |        |
| Abd. | 17 | Rubens Barrichello   | Honda               | 14    | Électricité                        | 18     |        |
| Abd. | 6  | Nelsinho Piquet      | Renault             | 13    | Accident                           | 16     |        |

### Pole position et record du tour
- Pole position :  Felipe Massa (Ferrari) en 1 min 44 s 801 (vitesse moyenne : 174,056 km/h). Le meilleur temps des qualifications a également été réalisé par Felipe Massa, lors de la Q2, en 1 min 44 s 014.
- Meilleur tour en course :  Kimi Räikkönen (Ferrari) en 1 min 45 s 599 (vitesse moyenne : 172,740 km/h) au quatorzième tour.

### Tours en tête
- Felipe Massa (Ferrari) : 17 tours (1-17).
- Nico Rosberg (Williams-Toyota) : 11 tours (18-28).
- Jarno Trulli (Toyota) : 5 tours (29-33).
- Fernando Alonso (Renault) : 28 tours (34-61).

## Classements généraux à l'issue de la course
| Pos | Pilote               | Écurie              | Points |
| --- | -------------------- | ------------------- | ------ |
| 1   | Lewis Hamilton       | McLaren-Mercedes    | 84     |
| 2   | Felipe Massa         | Ferrari             | 77     |
| 3   | Robert Kubica        | BMW Sauber          | 64     |
| 4   | Kimi Räikkönen       | Ferrari             | 57     |
| 5   | Nick Heidfeld        | BMW Sauber          | 56     |
| 6   | Heikki Kovalainen    | McLaren-Mercedes    | 51     |
| 7   | Fernando Alonso      | Renault             | 38     |
| 8   | Sebastian Vettel     | Toro Rosso-Ferrari  | 27     |
| 9   | Jarno Trulli         | Toyota              | 26     |
| 10  | Timo Glock           | Toyota              | 20     |
| 11  | Mark Webber          | Red Bull-Renault    | 20     |
| 12  | Nico Rosberg         | Williams-Toyota     | 17     |
| 13  | Nelsinho Piquet      | Renault             | 13     |
| 14  | Rubens Barrichello   | Honda               | 11     |
| 15  | Kazuki Nakajima      | Williams-Toyota     | 9      |
| 16  | David Coulthard      | Red Bull-Renault    | 8      |
| 17  | Sébastien Bourdais   | Toro Rosso-Ferrari  | 4      |
| 18  | Jenson Button        | Honda               | 3      |
| 19  | Giancarlo Fisichella | Force India-Ferrari | 0      |
| 20  | Adrian Sutil         | Force India-Ferrari | 0      |
| 21  | Takuma Satō          | Super Aguri-Honda   | 0      |
| 22  | Anthony Davidson     | Super Aguri-Honda   | 0      |

| Pos | Écurie              | Points |
| --- | ------------------- | ------ |
| 1   | McLaren-Mercedes    | 135    |
| 2   | Ferrari             | 134    |
| 3   | BMW Sauber          | 120    |
| 4   | Renault             | 51     |
| 5   | Toyota              | 46     |
| 6   | Toro Rosso-Ferrari  | 31     |
| 7   | Red Bull-Renault    | 28     |
| 8   | Williams-Toyota     | 26     |
| 9   | Honda               | 14     |
| 10  | Force India-Ferrari | 0      |
| 11  | Super Aguri-Honda   | 0      |

## Scandale de l'accident volontaire de Nelson Piquet Jr.
Depuis le 30 août 2009, ce Grand Prix fait l'objet d'une enquête officielle de la Fédération internationale de l'automobile car l'écurie Renault est soupçonnée de tricherie. La sortie de route de Nelsinho Piquet aurait été planifiée par Flavio Briatore et Pat Symonds afin de favoriser la victoire de son coéquipier Fernando Alonso. Ce dernier a ravitaillé au 12e tour de la course, juste avant la sortie de piste de Piquet et la sortie de la voiture de sécurité. Alonso s'est donc retrouvé derrière la voiture de sécurité quand tous les autres pilotes passaient au stand, ce qui lui a finalement permis de s'imposer. 
Le 16 septembre 2009, quelques jours avant son audition devant le Conseil Mondial du Sport Automobile de la FIA, Renault limoge Pat Symonds et Flavio Briatore et annonce ne pas contester les allégations de la FIA concernant le Grand Prix de Singapour 2008. 
Le 21 septembre, le tribunal de la FIA énonce son verdict : « À l'occasion d'une réunion extraordinaire du Conseil Mondial du Sport Automobile tenue à Paris le 21 septembre 2009, ING Renault F1 Team a reconnu que l'équipe avait planifié avec son pilote Nelson Piquet Jr de causer délibérément un « accident » lors du Grand Prix de Singapour 2008, allant à l'encontre du Code Sportif International et de la Règlementation Sportive de la F1. Renault F1 a déclaré lors de l'audience avoir mené une enquête interne qui a permis de démontrer que Flavio Briatore, Pat Symonds et Nelson Piquet Jr avaient décidé de causer un « accident » et qu'aucune autre personne de l'équipe n'était impliquée dans la manigance ».
À l'issue de la délibération du Conseil Mondial du Sport Automobile, Flavio Briatore et Pat Symonds sont reconnus coupables de tricherie : Briatore est radié à vie du monde de la Formule 1 et Symonds écope d'une exclusion de cinq ans. L'écurie Renault, quant à elle, est suspendue deux saisons avec sursis.
Le 5 janvier 2010, le tribunal de grande instance de Paris, saisi par Flavio Briatore, donne raison à l'Italien qui contestait sa radiation à vie. La décision de la FIA est jugée irrégulière par la cour française qui annule la radiation à vie prononcée par la FIA, et la condamne à 15 000 euros de dommages et intérêts. Le TGI a également enjoint à la FIA de notifier à ses membres et licenciés le retrait de ces dispositions dans les quinze jours, sous astreinte de 10 000 euros par jour de retard. Le jugement devait également être publié dans la presse. L'ancien directeur technique Pat Symonds, suspendu pour cinq ans, a également obtenu gain de cause et 5 000 euros d'indemnités,.
Le 11 janvier 2010, la FIA décide de faire appel de la décision rendue le 5 janvier par le tribunal de grande instance de Paris. 
Le 12 avril 2010, Flavio Briatore et Pat Symonds ont chacun fait une offre au président de la FIA en vue de mettre un terme aux procédures judiciaires en cours. Reconnaissant leur responsabilité dans la sortie de piste volontaire de Nelsinho Piquet, ils ont exprimé leurs regrets, présenté leurs excuses à la FIA et se sont engagés à s'abstenir de toute fonction en F1 jusqu'à fin 2012 et dans toute autre compétition de la FIA jusqu'à la fin de saison 2011. En retour, ils ont demandé à la FIA de renoncer à la procédure d'appel en cours ainsi qu'à toute nouvelle action à leur encontre. Jean Todt, président de la FIA a estimé qu’il était dans l'intérêt de la FIA d'accepter cette solution qui mettait un point final au Singaporegate.

## Statistiques
- 800e Grand Prix du championnat du monde de Formule 1.
- 1er Grand Prix disputé en nocturne.
- 14e pole position de sa carrière pour Felipe Massa.
- 20e victoire de sa carrière pour Fernando Alonso, la première depuis Monza en 2007.
- 34e victoire pour Renault en tant que constructeur, la première depuis le Grand Prix du Japon en 2006.
- 114e victoire pour Renault en tant que motoriste.
- Nico Rosberg effectue ses premiers kilomètres en tête d'un Grand Prix (11 tours, soit 56 km).
- 25e arrivée consécutive parmi les pilotes classés pour Nick Heidfeld qui bat le record établi par Michael Schumacher entre les GP de Hongrie en 2001 et de Malaisie en 2003.
- Pour la première fois depuis 46 Grands Prix (Australie 2006), aucune Ferrari ne se classe dans les points.
- L'ancien pilote de Formule 1 Alexander Wurz était exceptionnellement au volant de la voiture médicale en remplacement du docteur français Jacques Tropenat indisponible à la suite d'une infection de l'oreille lui provoquant des vertiges. Son copilote était toujours le docteur Gary Hartstein.